# Église Saint-Pierre de Pluzunet
Pour les articles homonymes, voir Église Saint-Pierre.
L’église Saint-Pierre est située à Pluzunet, dans le département français des Côtes-d'Armor.

## Histoire
Elle est paroissiale dès 1369. À cette époque elle était beaucoup plus petite et ne sera agrandie qu'à la fin du XVIIe siècle grâce à Charles de Boiséon, Seigneur Marquis de Coatnizan.
En très mauvais état au début du XVIe siècle certaines parties menaçant ruine, il fut décidé de la rénover et de l'agrandir entre 1747 et 1849, avec réemploi de matériaux anciens en particulier quatre piliers du XIVe siècle, des remplages flamboyants et un chapiteau portant la date de 1628. 
Un jeu d'orgues fut endommagé durant la Révolution puis détruit en 1814. Dans la nef, à droite, on remarquera une croix en bois du XIIe siècle.
Cette église a été inscrite monument historique par arrêté du 20 janvier 1926.

## Images

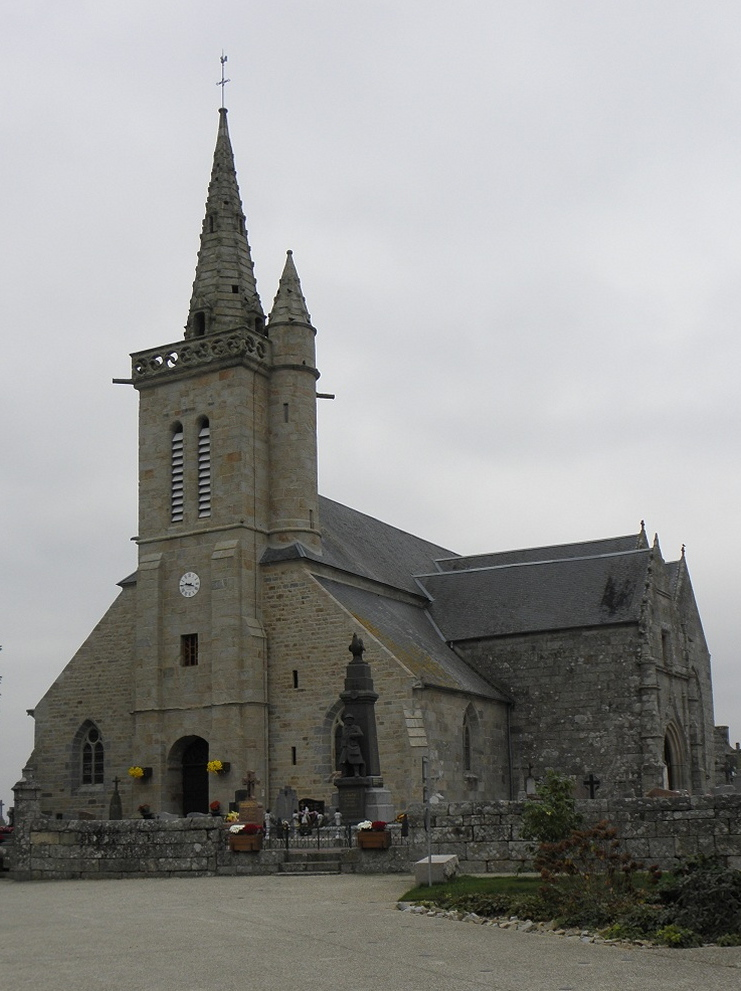
Façade occidentale de l'église.
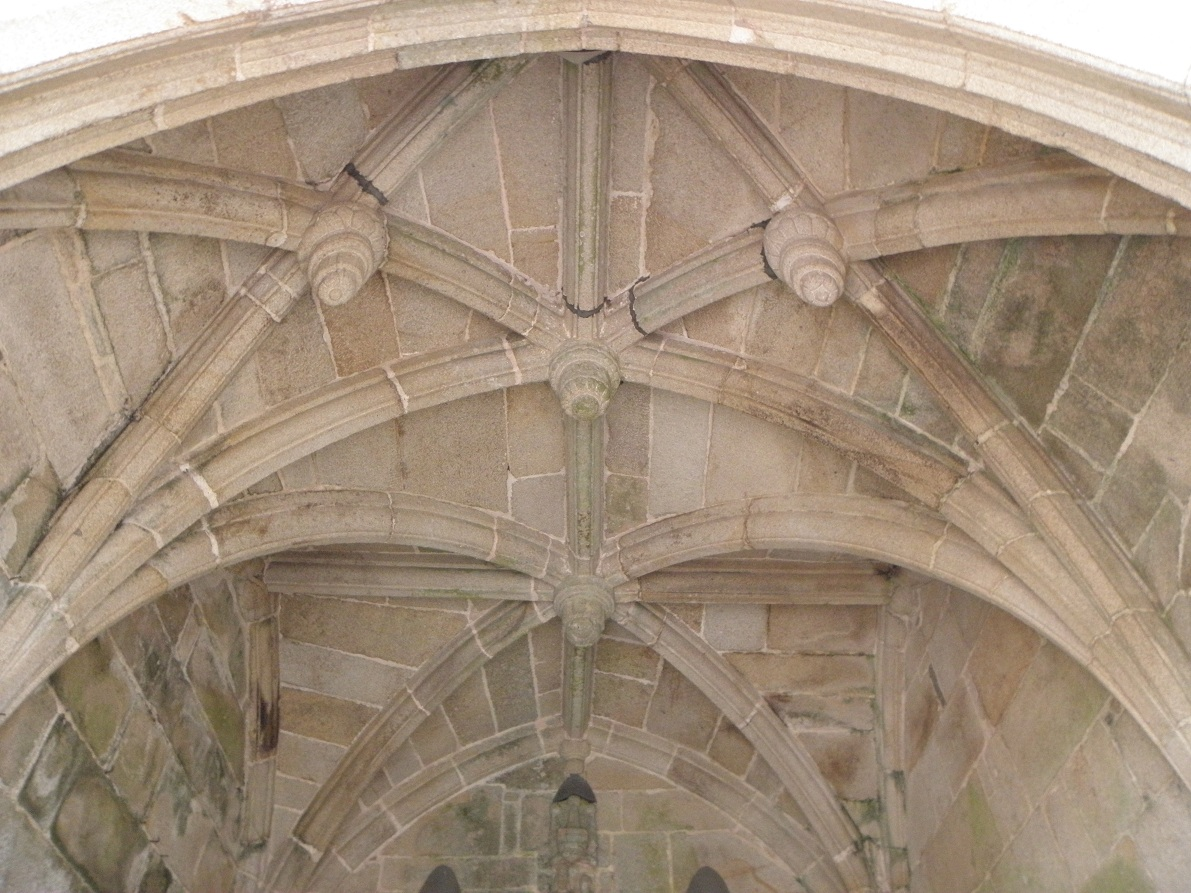
Voûtes du porche méridional.
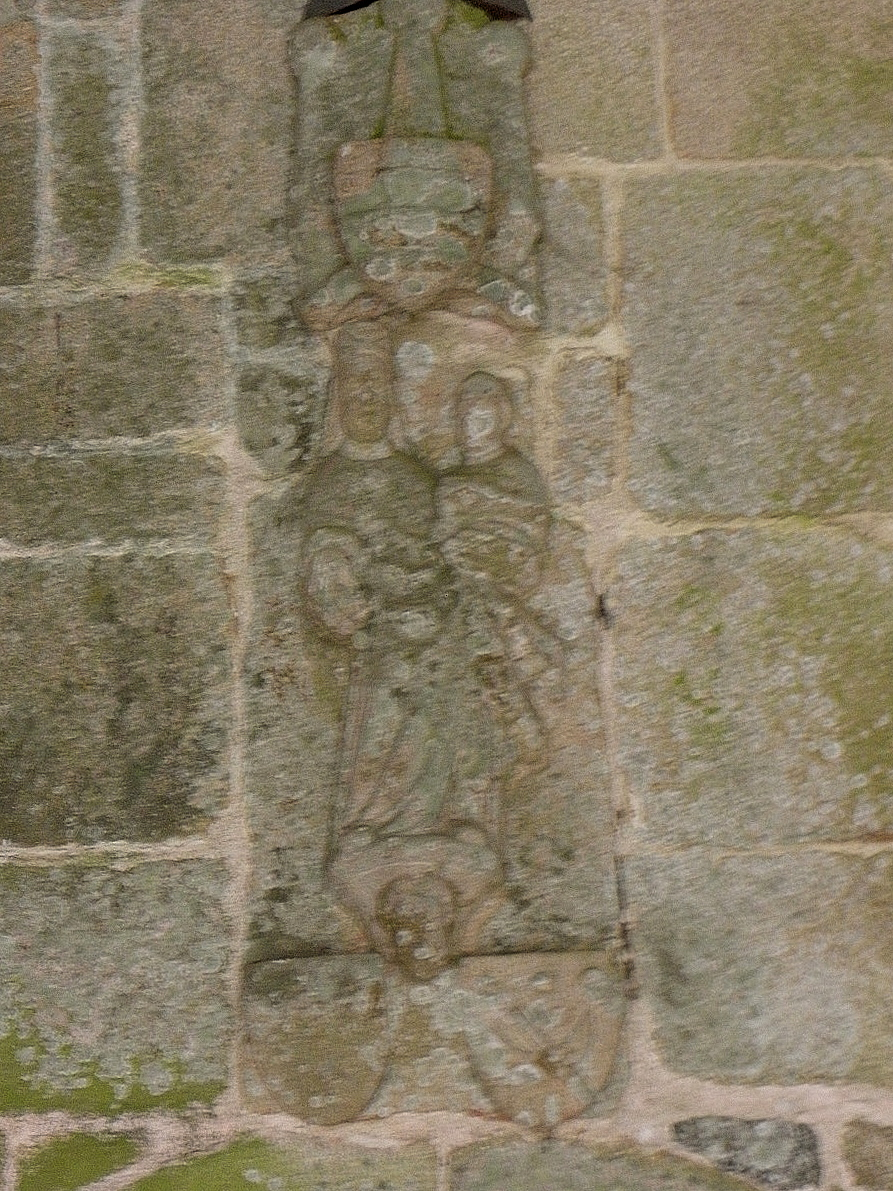
Vierge à l'Enfant du porche méridional.